# Уран/Хазімалангваді – Тромбей
Уран/Хазімалангваді – Тромбей – система трубопроводів, яка забезпечує поставки природного газу до потужної індустріальної зони у східній частині агломерації Мумбаї.
В 1978 році дещо південніше від Мумбаї почав роботу комплекс підготовки нафти і газу Уран, який обслуговує офшорні родовища басейну Мумбай. Великими споживачами підготованого тут газу стали підприємства індустріальної зони Тромбей, що знаходиться за два десятки кілометрів на північний схід – завод з виробництва добрив компанії Rashtriya Chemicals and Fertilizers (наприкінці 1970-х тут запустили нове виробництво аміаку), нафтопереробні заводи компаній BPCL та HPCL, ТЕС Тромбей (з 1984-го почала введення блоків, які мали використовувати блакитне паливо). Як наслідок, для подачі ресурсу між Уран та Тромбей проклали газопровід діаметром 450 мм із пропускною здатністю 3,5 млн м3 на добу.
За кілька десятиліть експлуатації трубопровід випрацював свій ресурс із знаходився у поганому технічному стані, тому в 2007-му узялись за прокладання нової нитки завдовжки 24 км (з них 8 км наземна частина, 7,5 км через заболочену місцевість та 8,5 км офшорної ділянки). Вона має діаметр 500 мм і робочий тиск у 5,1 МПа, що забезпечує пропускну здатністю 6 млн м3 на добу. 
Подальше розведення ресурсу до споживачів здійснюється за допомогою кількох перемичок – завдовжки кілька десятків метрів та діаметром 300 мм до ТЕС Тромбей, довжиною 5,5 км та діаметром 450 мм до заводу добрив і довжиною 7,7 км  з діаметром 450 мм до газорозподільчої мережі компанії Mahanagar Gas Limited (MGL).
В 21 столітті видобуток у офшорному басейні Мумбай почав знижуватись, що на тлі зростання попиту викликало дефіцит газу. Як наслідок в 2009-му до заводу добрив у Тромбей проклали трубопровід-відгалуження завдовжки 39 км та діаметром 600 мм від Хазімалангваді на трасі нового газопроводу Дахедж – Дабхол, що надало доступ до імпортованого зрідженого природного газу, а також до газу походженням з родовищ Бенгальської затоки (втім, запаси останніх виявились сильно переоціненими, і вже за кілька років поставки з цього напрямку фактично припинились). Подальше розведення ресурсу здійснюється по маршруту завод добрив – НПЗ BPCL – ТЕС Тромбей – НПЗ HPCL, де прокладено ділянки загальною довжиною 5,7 км з діаметрами 450 мм, 600 мм та 300 мм відповідно.